# Mosaic de la medusa (València)
El mosaic de la medusa, mosaic romà del segle ii, va ser descobert en el carrer Rellotge Vell de la ciutat de València, durant la realització d'unes obres de fonamentació, al 1949. El mosaic forma part dels fonts permanents del Museu d'història de València.
Medusa era un personatge de la mitologia grega, que més tard va ser incorporat a la romana, i es caracteritza per tenir serps en comptes de cabells i per convertir en pedra a tot aquell que gosava mirar-la als ulls.
El motiu central del mosaic és un medalló policrom amb el cap de Medusa (en la qual destaquen les serps com cabells i les petites ales que apareixen a la part superior del cap), el qual està envoltat per tres orles de sanefes de caràcter geomètric. A les cantonades del mosaic s'observen crateres amb aparença de treball de cistelleria, de les quals neixen elements vegetales.
Aquest tema era un dels temes favorits representat en els paviments musivaris de domus romanes a Hispània, que té com a element central d'una composició de forma tant circular o quadrangular, com és el cas del trobat a València, el cap de Medusa. Aquest tema era triat bé com una simple decoració, bé com un amulet protector per als habitants de la casa.